# عابدین، ادلب
عابدین (به عربی: عابدین) یک روستا در سوریه است که در ناحیه خان شیخون واقع شده‌است. عابدین ۱٬۲۶۴ نفر جمعیت دارد.